# 牛潭尾堆填區
牛潭尾堆填區（英語：Ngau Tam Mei Landfill）是香港一個已關閉的垃圾堆填區，佔地約2公頃，為香港面積最小的堆填區之一。牛潭尾堆填區位處元朗牛潭尾村以東，於1973年啟用，並在2年後停止運作。牛潭尾堆填區在2000年完成修復工程，現時被劃為綠化地帶。